# Фехтование на летних Олимпийских играх 1948
Соревнования по фехтованию на летних Олимпийских играх 1948 года проводились среди мужчин и женщин. Мужчины соревновались на шпагах, рапирах и саблях (в личном и командном первенстве), женщины — только на рапирах (в личном первенстве).

## Общий медальный зачёт
| Место | Страна    | Золото | Серебро | Бронза | Всего |
| ----- | --------- | ------ | ------- | ------ | ----- |
| 1     | Франция   | 3      | 1       | 0      | 4     |
| 2     | Венгрия   | 3      | 0       | 2      | 5     |
| 3     | Италия    | 1      | 4       | 1      | 6     |
| 4     | Дания     | 0      | 1       | 0      | 1     |
| 4     | Швейцария | 0      | 1       | 0      | 1     |
| 6     | Австрия   | 0      | 0       | 1      | 1     |
| 6     | Бельгия   | 0      | 0       | 1      | 1     |
| 6     | Швеция    | 0      | 0       | 1      | 1     |
| 6     | США       | 0      | 0       | 1      | 1     |

## Медалисты

### Мужчины
| Дисциплина                  | Золото                                                                                                 | Серебро | Бронза |
| --------------------------- | --- | --- | --- |
| Шпага Личное первенство     | Луиджи Кантоне Италия                                                                                  | Освальд Цаппелли Швейцария | Эдоардо Манджаротти Италия                                                                                              |
| Шпага Командное первенство  | Франция · Морис Юэ · Мишель Пешё · Марсель Деспре · Эдуар Артига · Анри Герен · Анри Лепаж             | Италия · Луиджи Кантоне · Маркантонио Мадруццато · Карло Агостони · Эдоардо Манджаротти · Фьоренцо Марини · Дарио Манджаротти | Швеция · Франк Сервелль · Карл Форсселль · Бенгт Юнгквист · Свен Тофельт · Пер Карлесон · Арне Тольбом                  |
| Рапира Личное первенство    | Жеан де Бюан Франция                                                                                   | Кристиан д’Ориола Франция | Лайош Маслаи Венгрия |
| Рапира Командное первенство | Франция · Адриен Роммель · Кристиан д’Ориола · Андре Бонен · Жак Латаст · Жеан де Бюан · Рене Буньоль  | Италия · Саверио Раньо · Ренцо Ностини · Манлио Ди Роза · Джорджо Пеллини · Эдоардо Манджаротти · Джулиано Ностини            | Бельгия · Андре ван де Верве де Ворсселлаэр · Поль Вальк · Раймон Брю · Жорж де Бургиньон · Анри Патерностер · Эдуар Ив |
| Сабля Личное первенство     | Аладар Геревич Венгрия                                                                                 | Винченцо Пинтон Италия | Пал Ковач Венгрия |
| Сабля Командное первенство  | Венгрия · Аладар Геревич · Тибор Берцей · Рудольф Карпати · Пал Ковач · Берталан Папп · Ласло Райчаньи | Италия · Карло Туркато · Гастоне Даре · Винченцо Пинтон · Мауро Ракка · Ренцо Ностини · Альдо Монтано                         | США · Мигель де Каприлес · Норман Кон-Армитидж · Джордж Уэрт · Дин Сетруло · Джеймс Флинн · Тибор Ньилаш                |

### Женщины
| Дисциплина               | Золото             | Серебро            | Бронза              |
| ------------------------ | ------------------ | ------------------ | ------------------- |
| Рапира Личное первенство | Илона Элек Венгрия | Карен Лахман Дания | Элен Мюллер Австрия |